# Ciara Hanna
Ciara Chantel Hanna, meglio nota come Ciara Hanna (Orange, 20 gennaio 1991), è un'attrice e modella statunitense.
È nota soprattutto per il ruolo di Gia Moran nella serie televisiva Power Rangers Megaforce e quello di Nicole Parker in Blood Lake: Attack of the Killer Lampreys.

## Biografia
Ciara Hanna è nata a Orange, in California. È la primogenita dei tre figli di Mark e Kimberly Hanna, ha una sorella è un fratello minori Krystal e Dalton. Ha frequentato la Martin Luther King High School, a Riverside, in California, si è diplomata nel 2009.

## Carriera

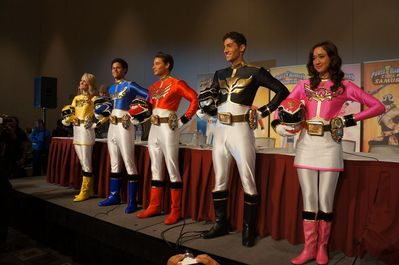
Hanna (ultima a destra) al Power Morphicon 3 a Pasadena, CA.

Hanna è entrata nell'industria dell'intrattenimento all'età di 8 anni, viaggiando in California con un gruppo di cantanti. All'età di 10 anni, ha iniziato a recitare e fare la modella, producendo spot pubblicitari per Orange e facendo la modella per compagnie come Mattel, Robinsons-May e Macy's. Nel 2012, è stata scelta per il ruolo di Gia Moran, la Megaforce Yellow Ranger, nella serie televisiva Power Rangers Megaforce alla terza convention di Power Morphicon a Los Angeles.
Ha poi continuato a fare molte apparizioni in numerosi spettacoli e video musicali. Attualmente è conosciuta per essere una modella.

## Vita privata
Hanna uscì con il cantante principale dei Waterparks, Awsten Knight, fino al 2017, quando emerse un presunto tradimento da parte di Hanna. All'epoca Knight viveva a Houston mentre lei era a Los Angeles. Si dice che la canzone fuori dall'album del 2019 della band, Fandom (album), Worst (di cui è trapelata una versione quasi 2 anni prima dell'uscita di FANDOM da Knight nel 2017) è stata scritta su di lei e sulla loro relazione.

## Filmografia

### Cinema
- Camp Virginovich, regia di Michael Carrera e Russell Stuart (2012)
- Project X - Una festa che spacca (Project X), regia di Nima Nourizadeh (2012) - non accreditata
- All American Christmas Carol, regia di Ron Carlson (2013)
- Pernicious, regia di James Cullen Bressack (2014)
- The Standoff, regia di Ilyssa Goodman (2016)
- Limelight, regia di James Cullen Bressack (2017)
- Devil's Revenge, regia di Jared Cohn (2019)
- The Call, regia di Timothy Woodward Jr. (2020)
- Stars Fell on Alabama, regia di V. W. Scheich (2021)

### Televisione
- Jonas L.A. - serie TV, episodio 2x11 (2010)
- The Strip, regia di Robert Ben Garant e Thomas Lennon - film TV (2010)
- Beautiful (The Bold and the Beautiful) - soap opera TV, 19 episodi (2010-2011)
- The Protector - serie TV, episodio 1x02 (2011)
- Big Time Rush - serie TV, episodio 2x22 (2011)
- Revenge - serie TV, episodio 1x12 (2012)
- iCarly - serie TV, episodio 6x08 (2012)
- Work It - serie TV, episodio 1x09 (2013)
- Sam & Cat - serie TV, episodio 1x30 (2014)
- Blood Lake - L'attacco delle lamprede killer (Blood Lake: Attack of the Killer Lampreys), regia di James Cullen Bressack - film TV (2014)
- New Girl - serie TV, episodio 4x01 (2014)
- Power Rangers Megaforce - serie TV, 42 episodi (2013-2014)
- Anger Management - serie TV, episodio 2x80 (2014)
- The Unauthorized Melrose Place Story, regia di Mark Griffiths - film TV (2015)
- Hawaii Five-0 - serie TV, episodio 6x22 (2016)
- #ThisIsCollege - miniserie TV, episodi 1x02-1x09 (2016)
- Power Rangers Ninja Steel - serie TV, episodio 2x10 (2018)
- Cinque in famiglia (Party of Five) - serie TV, episodio 1x05 (2020)
- FraXtur - serie TV, 8 episodi (2020-2021)

## Videoclip
| Anno | Titolo                                  | Artista/Band | Ruolo               | Note                                |
| ---- | --------------------------------------- | ------------ | ------------------- | ----------------------------------- |
| 2009 | "Ayo Technology"                        | Skyla        | Amica di Skyla      |                                     |
| 2010 | "Hey Baby, Here's That Song You Wanted" | Blessthefall | Fidanzata di Beau   |                                     |
| 2011 | "Nothing Without You"                   | AiTan        | Sposa               |                                     |
| 2012 | "Rock Baby Eye"                         | AiTan        | Ballerina           |                                     |
| 2012 | "Blood in My Eyes"                      | Sum 41       | Jessica Kill        |                                     |
| 2014 | "Jealous"                               | Nick Jonas   | Ragazza che balla   | Principalmente balla con un vecchio |
| 2015 | "Cake by the Ocean"                     | DNCE         |                     |                                     |
| 2016 | "Stupid For You"                        | Waterparks   | Ragazza nella folla |                                     |
| 2017 | "Do You Love Me"                        | Jay Sean     |                     |                                     |

## Doppiatrici italiane
Nelle versioni italiane delle sue apparizioni, Ciara Hanna è doppiata da:
- Giuliana Atepi in Power Rangers Megaforce,
- Benedetta Ponticelli in Power Rangers Super Megaforce
- Valentina Pallavicino in Sam & Cat: Super Psycho